# Yanne Dorenbos
Yanne Dorenbos, né le 15 septembre 2000 à Castricum, est un coureur cycliste néerlandais.

## Biographie
Yanne Dorenbos est originaire de Castricum, une commune située dans la province de la Hollande-Septentrionale. Il est formé à l'UWTC de Volharding. Cycliste polyvalent, il participe à des compétitions sur route et sur piste
En décembre 2016, il est sacré champion des Pays-Bas du scratch chez les juniors (moins de 19 ans). L'année suivante, il décroche un nouveau titre de champion national junior dans l'omnium. Il devient ensuite Champion d'Europe de course aux points juniors  en 2018. Cette même année, il termine septième d'une étape du Sint-Martinusprijs Kontich et huitième du contre-la-montre de la Ronde des vallées. 
En 2019, il fait ses débuts dans la catégorie des espoirs (moins de 23 ans). Une blessure au mollet entrave cependant sa progression,. Frustré, il est écarté cependant des compétitions durant un an et demi. Il ne reprend finalement le vélo qu'en juin 2021. Quelques mois plus tard, il participe aux championnats des Pays-Bas sur piste, où il se classe deuxième de la course à l'élimination et troisième de la course aux points. 
Lors de la saison 2022, il se distingue en devenant champion d'Europe de l'américaine espoirs, aux côtés de son compatriote Philip Heijnen. Sur route, il gagne une épreuve régionale belge ainsi que deux courses au Pays basque, grâce à ses qualités de sprinteur. Il termine aussi quatrième du championnat des Pays-Bas du contre-la-montre espoirs, cinquième du Mémorial Danny Jonckheere ou encore neuvième du Grand Prix Criquielion.
En 2023, il prend la direction de l'Espagne en rejoignant le club Equipo Finisher, réserve de la structure Kern Pharma. Le 5 mars, il triomphe sur le Trophée Guerrita, une manche de la Coupe d'Espagne amateurs. Peu de temps après, il se classe quatrième de la course à l'élimination et de l'omnium au vélodrome du Caire, dans le cadre de la Coupe des Nations. La suite de sa saison est plus décevante. Victime de surentraînement, il n'obtient aucun autre résultat notable. Les dirigeants de Kern Pharma lui offrent toutefois la possibilité d'effectuer un stage dans l'équipe professionnelle. Il intègre ainsi l'effectif au mois d'août. Sous ses nouvelles couleurs, il participe au Tour du Portugal ainsi qu'au Tour de Turquie. Au mois de décembre, il retrouve de bonnes sensations sur piste en remportant deux titres de champion national, dans l'américaine et le scratch. 
En 2024, il revient aux Pays-Bas en signant un contrat avec la formation Parkhotel Valkenburg, qui évolue au niveau continental.

## Palmarès sur route

### Par année
- 2022
  - Grand Prix Koen Barbé
  - Andra Mari Sari Nagusia
  - Prueba Alsasua
  - 3e de l'Oñati Proba
- 2023
  - Trophée Guerrita
- 2025
  - 3e du Midden-Brabant Poort Omloop

### Classements mondiaux
| Année                                 | 2022  |
| ------------------------------------- | ----- |
| UCI Europe Tour                       | 1346e |
|                                       |       |
| Légende : nc = non classéSource : UCI |       |

## Palmarès sur piste

### Championnats du monde
| Édition / Épreuve | Omnium |
| Ballerup 2024     | Bronze |

### Coupe des nations
- 2024
  - 2e de l'américaine à Milton
- 2025
  - Classement général de l'omnium
  - 1er de l'omnium à Konya

### Championnats d'Europe
- Aigle 2018
  -  Champion d'Europe de course aux points juniors
- Anadia 2022
  -  Champion d'Europe de l'américaine espoirs (avec (Philip Heijnen)
- Heusden-Zolder 2025
  -  Champion d'Europe de l'américaine (avec Vincent Hoppezak)
  -  Médaillé d'argent de la course aux points

### Championnats nationaux
- 2016
  -  Champion des Pays-Bas du scratch juniors
- 2017
  -  Champion des Pays-Bas de l'omnium juniors
- 2021
  - 2e du championnat des Pays-Bas de course à l'élimination
  - 3e du championnat des Pays-Bas de course aux points
- 2022
  - 2e du championnat des Pays-Bas de l'américaine
  - 3e du championnat des Pays-Bas de course aux points
- 2023
  -  Champion des Pays-Bas de l'américaine (avec Elmar Abma)
  -  Champion des Pays-Bas du scratch
- 2024
  -  Champion des Pays-Bas du scratch